# Glarner Sprinter

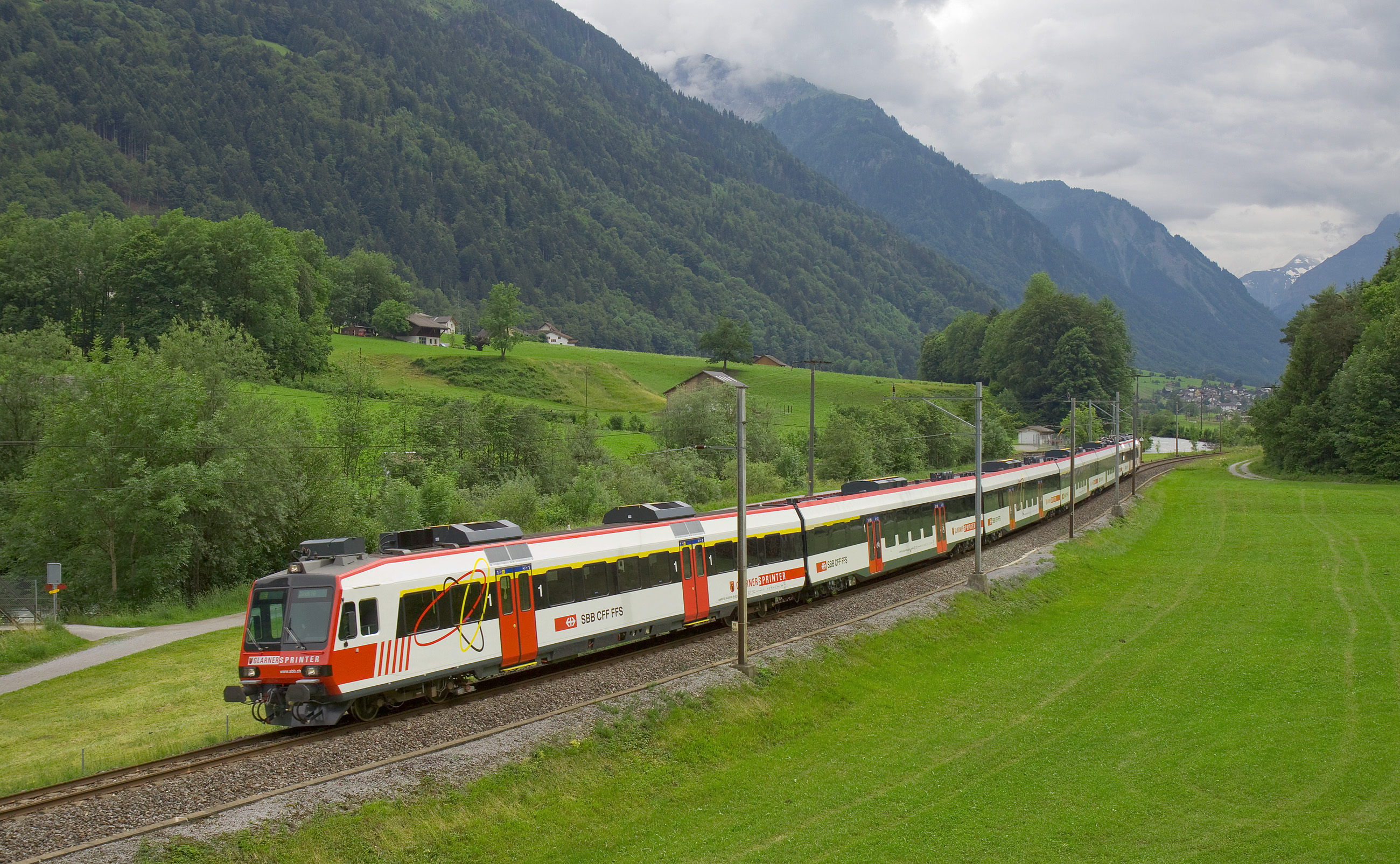
Domino als Glarner Sprinter im Glarnerland

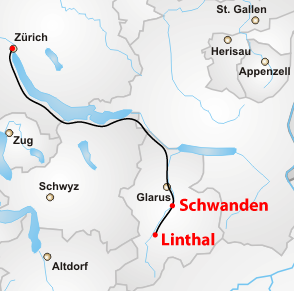
Übersichtskarte des Zuglaufs

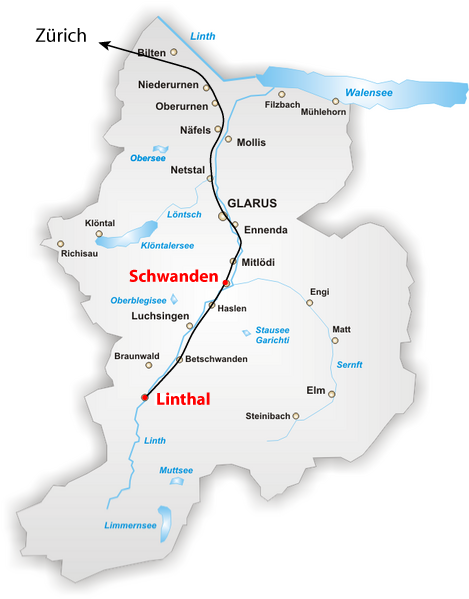
Zuglauf im Kanton Glarus

Glarner Sprinter war die Bezeichnung für die RegioExpress-Züge (RE) der Schweizerischen Bundesbahnen (SBB), welche das Glarnerland mit Zürich verbunden hatten. Die Züge verkehrten Montag bis Freitag zwischen dem glarnerischen Schwanden GL und dem Zürcher Hauptbahnhof, am Wochenende zwischen Linthal GL und Zürich.
Die Fahrzeit der Züge werktags zwischen Zürich und Schwanden betrug im Jahr 2010 61 Minuten bei der Bedienung von zehn Halten, am Wochenende mit der Verlängerung nach Linthal 82 Minuten bei 13 Halten.
Er verkehrte am 14. Juni 2014 zum letzten Mal als RE, die Linie wird seit dem 15. Juni 2014 als S 25 im Stundentakt betrieben.

## Geschichte
Seit der Stilllegung der alten VSB-Strecke Weesen–Näfels im Jahr 1918 verkehrten die Regionalzüge über die linksufrige Seebahn bis Ziegelbrücke statt bis nach Näfels. Dadurch bestand keine direkte Verbindung mehr aus dem Glarnerland nach Zürich.
Die Umsetzung des «Glarner Traums», einer direkten Zugverbindung nach Zürich, wurde von der Glarner Regierung, dem «Pendlerverein» und den SBB als eines der Einzelprojekte des Konzepts Bahn 2000 in Angriff genommen und auf den Fahrplanwechsel per 12. Dezember 2004 umgesetzt. Die Zugslage wurde grösstenteils durch die Trasselücke vorgegeben, die durch die zweistündliche EC-Verbindung nach Wien besteht. Ein Grund für die Einführung 2004 war der Wegfall des Umsteigehalts der IC/EC-Züge in Ziegelbrücke, wodurch der stündliche Anschluss verloren ging. Weil sich die EC-Züge beim Fahrplanwechsel am 12. Dezember 2009 um eine Stunde verschoben, haben sich auch die Verkehrszeiten des Glarner Sprinters verschoben.
Vorgesehen war ein Stundentakt, der allerdings aufgrund finanzieller Probleme des Kantons Glarus und technischer Probleme seitens der SBB wieder fallengelassen werden musste.
Der «Glarner Sprinter» diente vor allem Wegpendlern, die aus dem Kanton Glarus in den Grossraum Zürich fahren. Umgekehrt erhoffte sich der Kanton Glarus eine Belebung des Wochenend-Tourismus durch Schneesportler sowie Wanderer und Bergsteiger aus der Region Zürich, denen eine direkte Zugverbindung ins Glarner Grosstal zur Verfügung steht.
Als einziger RegioExpress in der Schweiz wurde der «Glarner Sprinter» morgens und abends von einer «Railbar» (Minibar) bedient. Diese Dienstleistung wurde mangels Nachfrage 2006 aufgegeben.
Im Rahmen der vierten Teilergänzung der S-Bahn Zürich wurde der lang ersehnte Stundentakt umgesetzt und gleichzeitig bedient der Glarner Sprinter seither auch Wädenswil und Lachen an. Gleichzeitig wurde der Glarner Sprinter zur S25 der S-Bahn Zürich und wird mit doppelstöckigen Rollmaterial (meistens DPZ mit Re 450, seltener RABe 514) bedient.

## Rollmaterial

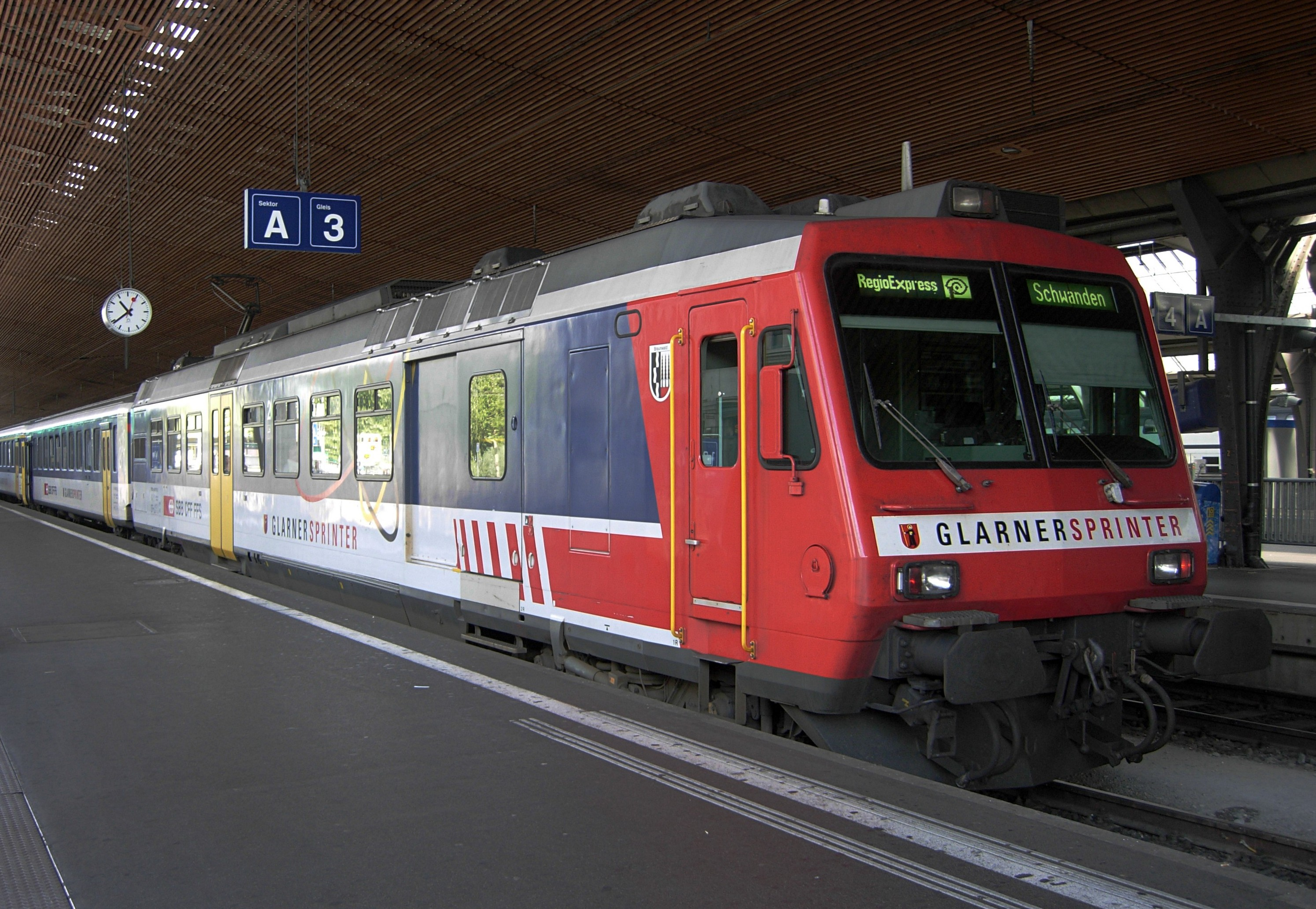
RBDe 560 als Glarner Sprinter in Zürich Hauptbahnhof im Jahr 2006

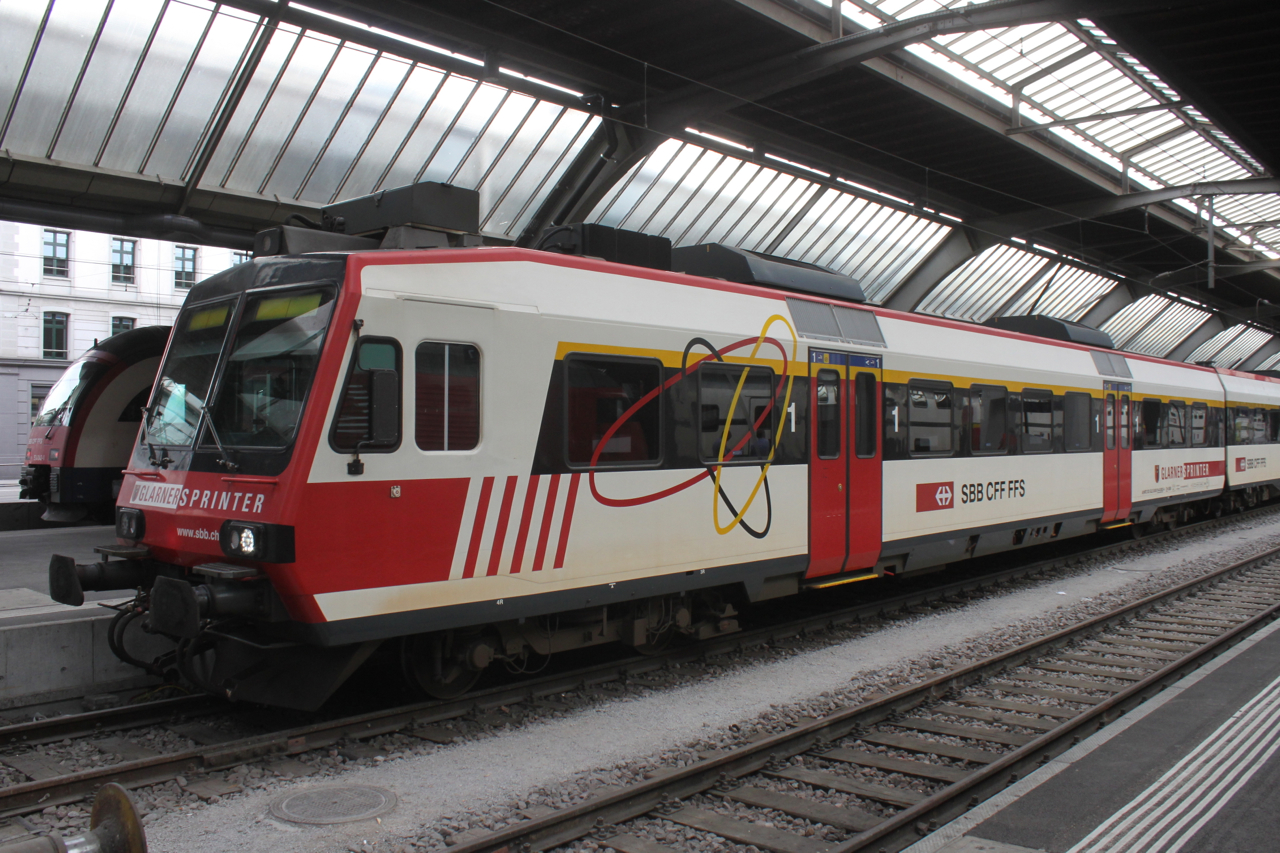
Glarner Sprinter in Zürich HB, 2014

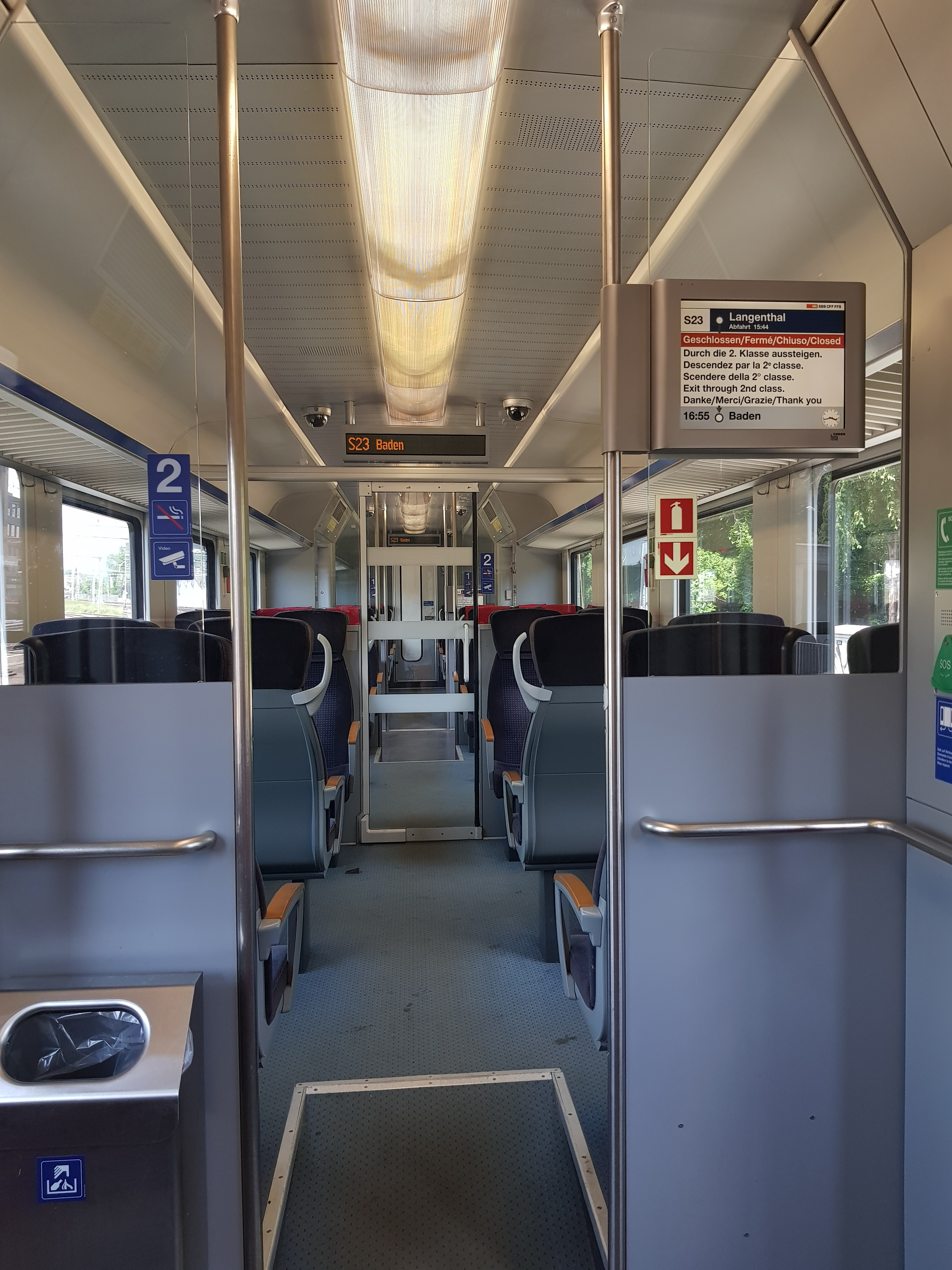
Dies ist das Innenleben des ehemaligen Glarner Sprinter Steuerwagens, welcher hier auf der S23 in Langenthal verkehrte. Stand 2023

Als Rollmaterial für diese Linie dienten anfänglich zwei fünfteilige NPZ-Kompositionen der SBB, bestehend aus den beiden RBDe 560 120 («Netstal») und 560 123 («Braunwald»), die mit je drei modernisierten Einheitswagen I als Zwischenwagen und einem NPZ-Steuerwagen verkehrten. Die beiden Kompositionen für den «Glarner Sprinter» wurden mit Aufklebern versehen und unterschieden sich damit äusserlich von den übrigen NPZ. Wenn eine der beiden NPZ-Kompositionen nicht zur Verfügung stand, kamen RABe 514 zum Einsatz.
Als Glarner Sprinter verkehrten ab Juni 2009 zwei modernisierte «NPZ Domino» mit vier neuen Niederflurzwischenwagen. Die ursprünglich auf den Fahrplanwechsel im Dezember 2008 geplante Umstellung verspätete sich wegen Lieferverzögerung bei den Inova-Zwischenwagen von Bombardier und einen Rückstand bei der Modernisierung der NPZ-Triebwagen und NPZ-Steuerwagen. Die erste Klasse ist neu im At-Steuerwagen und in den zwei AB-Zwischenwagen angesiedelt.
Die beiden «NPZ Domino» (NPZ DO GLS) setzen sich als permanent formierte sechsteilige Kompositionen aus den folgenden Fahrzeugen zusammen:
- RBDe 94 85 7 560 201–202 (NPZ-Triebwagen)
- AB 50 85 39-43 001–004 (Inova-Zwischenwagen mit WC)
- B 50 85 20-43 001–004 (Inova-Zwischenwagen ohne WC)
- At 50 85 19-43 801–802 (NPZ-Steuerwagen)

Diese Fahrzeuge wurden nach der Umstellung auf S-Bahn-Fahrzeuge wieder normalisiert. Sie verloren ihren Sonderanstrich und die AB (mit WC) wurden in B (ohne WC) deklassiert. Bei den beiden At war noch nicht vorgesehen, sie in ABt umzubauen/deklassieren, sie wurden vorläufig weiterhin als At eingesetzt.
Seit 15. Juni 2014 wird die Linie mit regulären doppelstöckigen Rollmaterial der S-Bahn Zürich betrieben (meistens DPZ mit Re 450), und auch nicht mehr als RE, sondern als S 25 bezeichnet.

## Fahrplan
Der Zug verkehrte tagsüber im Zweistundentakt als RE von Zürich nach Schwanden. Zwischen Zürich HB und Ziegelbrücke hielt er nur in Pfäffikon SZ, Lachen und Siebnen-Wangen. Auf dem Abschnitt Ziegelbrücke – Schwanden wurden alle Bahnhöfe bedient, Ennenda und Mitlödi allerdings nur an Arbeitstagen. An den Wochenenden fuhr der Glarner Sprinter von Schwanden weiter bis nach Linthal, bediente jedoch auf diesem Abschnitt nur Linthal Braunwaldbahn.
Seit der Stilllegung des Angebotes verkehren die 2x teilweise zurückgerüsteten Züge auf der Aarauer S-Bahn.
Hauptsächlich auf den Linien:
- S23 Langenthal BE–Olten(–Aarau–Lenzburg–Othmarsingen–Lupfig–Brugg–Turgi–Baden (nur bis zum Fahrplanwechsel 2024))
- S28 Zofingen–Kölliken–Oberentfelden–Suhr–Lenzburg

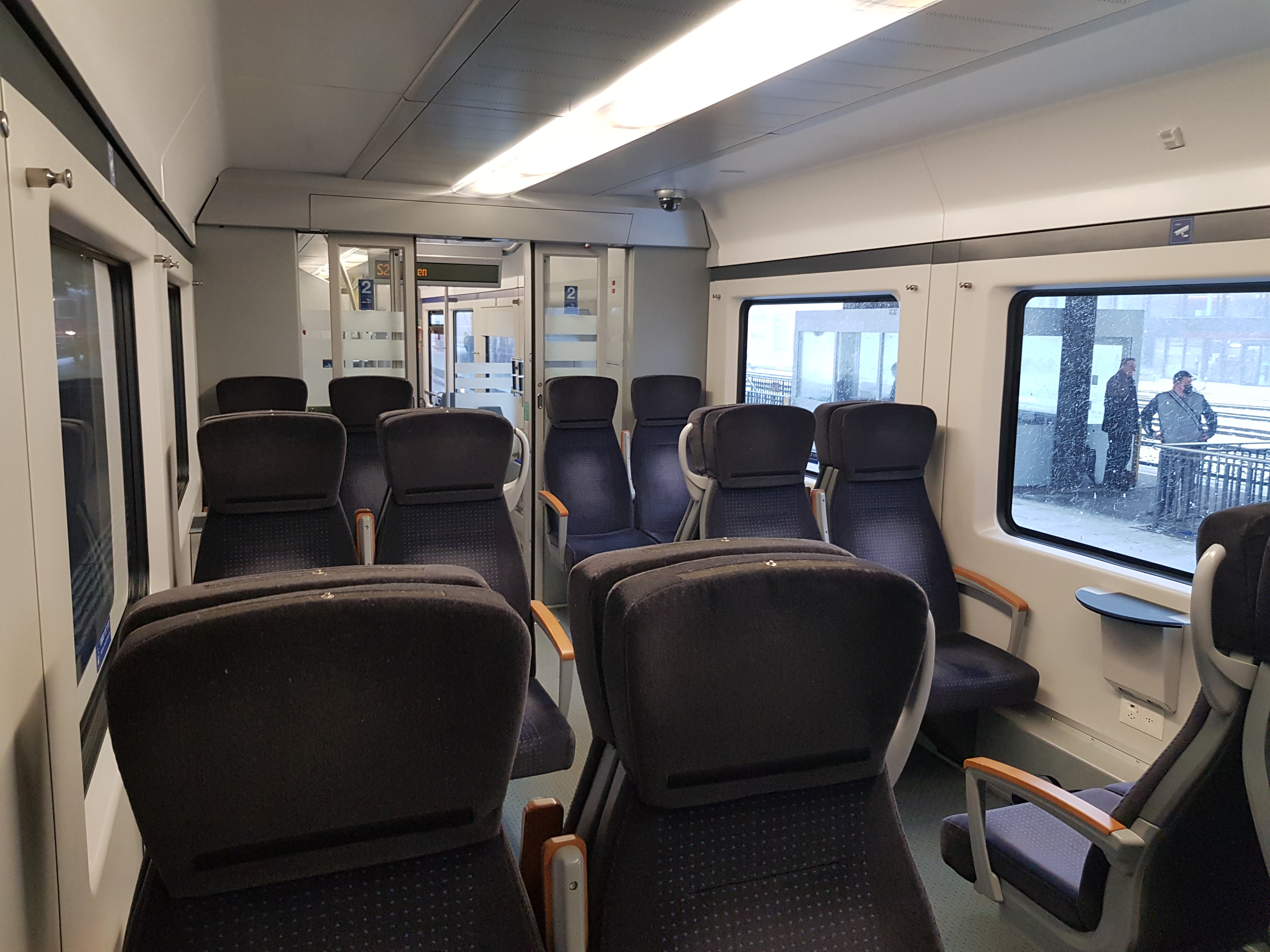
Die Glarner Sprinter waren sechsteilig. Dieser Mittelwagentyp war bei beiden Triebzügen 4× vorhanden. Hier ist der deklassierte 1. Klasse Bereich zu Sehen.

- S29 Turgi–Brugg–Holderbank–Wildegg–Aarau–Olten–Zofingen(–Reiden–Dagmarsellen–Nebikon–Sursee)
Die damals fix eingereihten Wagen verkehren nun getrennt voneinander in neu zugeteilten Kompositionen. Einzig der Steuer- und Triebwagen verkehren nach wie vor miteinander (Stand 2024).